# Saison 2021-2022 de la LHJMQ
Saison précédente Saison suivante
La saison 2021-2022 est la 53e saison de hockey sur glace de la Ligue de hockey junior majeur du Québec. La saison régulière voit 18 équipes jouer 68 matchs chacune.

## Contexte
Après deux saisons marquées par la pandémie de Covid-19, la ligue reprend la formule de la saison 2018-2019 : dix clubs forment l’Association de l’Est qui est composée des divisions Est et Maritimes, tandis que huit forment celle de l’Ouest qui comprend les divisions Ouest et Centre. Les 16 meilleures équipes du classement qui jouent les séries mais si moins de huit équipes sont qualifiées dans une association, la ou les dernières équipes de l'autre association y sont incorporées. Les équipes de la même association s’affrontent lors des deux premiers tours des séries.

## Saison régulière

### Classement
| Clt | Équipe                     | Division  | PJ | V  | D  | N | DP | BP  | BC  | Pts |
| --- | -------------------------- | --------- | -- | -- | -- | - | -- | --- | --- | --- |
| 1   | Remparts de Québec         | Est       | 68 | 51 | 15 | 2 | 0  | 302 | 175 | 104 |
| 2   | Islanders de Charlottetown | Maritimes | 68 | 48 | 13 | 7 | 0  | 283 | 179 | 103 |
| 3   | Sea Dogs de Saint-Jean     | Maritimes | 68 | 47 | 17 | 1 | 3  | 311 | 201 | 98  |
| 4   | Titan d'Acadie-Bathurst    | Maritimes | 68 | 40 | 22 | 3 | 3  | 280 | 211 | 86  |
| 5   | Mooseheads d'Halifax       | Maritimes | 68 | 38 | 28 | 1 | 1  | 272 | 272 | 78  |
| 6   | Océanic de Rimouski        | Est       | 68 | 33 | 26 | 5 | 4  | 228 | 204 | 75  |
| 7   | Wildcats de Moncton        | Maritimes | 68 | 28 | 31 | 6 | 3  | 208 | 273 | 65  |
| 8   | Saguenéens de Chicoutimi   | Est       | 68 | 27 | 35 | 1 | 5  | 206 | 264 | 60  |
| 9   | Drakkar de Baie-Comeau     | Est       | 68 | 24 | 35 | 4 | 5  | 201 | 247 | 57  |
| 10  | Eagles du Cap-Breton       | Maritimes | 68 | 14 | 47 | 4 | 3  | 183 | 335 | 35  |

- En gras et en italique : champion de la saison régulière
- En gras : champion de division
- En italique : qualifié pour les séries éliminatoires

| Clt | Équipe                          | Division | PJ | V  | D  | N  | DP | BP  | BC  | Pts |
| --- | ------------------------------- | -------- | -- | -- | -- | -- | -- | --- | --- | --- |
| 1   | Phoenix de Sherbrooke           | Centrale | 68 | 46 | 17 | 2  | 3  | 274 | 202 | 97  |
| 2   | Olympiques de Gatineau          | Ouest    | 68 | 39 | 15 | 11 | 3  | 248 | 193 | 92  |
| 3   | Cataractes de Shawinigan        | Centrale | 68 | 40 | 24 | 1  | 3  | 235 | 190 | 84  |
| 4   | Voltigeurs de Drummondville     | Centrale | 68 | 28 | 25 | 9  | 6  | 214 | 252 | 71  |
| 5   | Armada de Blainville-Boisbriand | Ouest    | 68 | 30 | 29 | 5  | 4  | 225 | 259 | 69  |
| 6   | Huskies de Rouyn-Noranda        | Ouest    | 68 | 28 | 35 | 1  | 4  | 190 | 256 | 61  |
| 7   | Foreurs de Val-d'Or             | Ouest    | 68 | 26 | 35 | 6  | 1  | 226 | 298 | 59  |
| 8   | Tigres de Victoriaville         | Centrale | 68 | 25 | 36 | 4  | 3  | 176 | 251 | 57  |

- En gras : champion de division
- En italique : qualifié pour les séries éliminatoires

### Meilleurs pointeurs
| Clt | Joueur             | Équipe          | PJ | B  | A  | Pts | Pun |
| --- | ------------------ | --------------- | -- | -- | -- | --- | --- |
| 1   | Joshua Roy         | Sherbrooke      | 66 | 51 | 68 | 119 | 22  |
| 2   | William Dufour     | Saint-Jean      | 66 | 56 | 60 | 116 | 40  |
| 3   | Jordan Dumais (en) | Halifax         | 68 | 39 | 70 | 109 | 6   |
| 4   | Xavier Parent (en) | Sherbrooke      | 65 | 51 | 55 | 106 | 77  |
| 5   | Patrick Guay (en)  | Charlottetown   | 68 | 55 | 49 | 104 | 42  |
| 6   | Josh Lawrence (en) | Saint-Jean      | 68 | 31 | 70 | 101 | 16  |
| 7   | Riley Kidney (en)  | Acadie-Bathurst | 66 | 30 | 70 | 100 | 56  |
| 8   | Théo Rochette      | Québec          | 66 | 33 | 66 | 99  | 28  |
| 8   | Zachary Bolduc     | Québec          | 65 | 55 | 44 | 99  | 36  |
| 10  | Simon Pinard (en)  | Gatineau        | 67 | 44 | 47 | 91  | 34  |

### Meilleurs gardiens
| Clt | Gardien                  | Équipe     | PJ | Min   | V  | D | DP | Bl | Moy  | %Arr |
| --- | ------------------------ | ---------- | -- | ----- | -- | - | -- | -- | ---- | ---- |
| 1   | Charles-Antoine Lavallée | Shawinigan | 30 | 1 651 | 18 | 8 | 1  | 2  | 2,4  | 91,2 |
| 2   | Fabio Iacobo             | Québec     | 38 | 2 205 | 28 | 7 | 2  | 1  | 2,42 | 89,5 |
| 3   | William Rousseau (en)    | Québec     | 32 | 1 882 | 23 | 8 | 0  | 3  | 2,45 | 89,9 |
| 4   | Rémi Poirier (en)        | Gatineau   | 37 | 2 156 | 22 | 7 | 4  | 1  | 2,48 | 90,7 |
| 5   | Thomas Couture           | Saint-Jean | 40 | 2 208 | 29 | 6 | 2  | 2  | 2,53 | 91,5 |

## Séries éliminatoires
La Coupe du président est remise à la meilleure équipe de la Ligue de hockey junior majeur du Québec. Seize équipes participent aux séries éliminatoires.
Les séries sont jouées au meilleur des cinq matchs sauf la finale qui est jouée au meilleur des sept matchs et sont organisées en fonction du classement général de la saison régulière. L'avantage de la glace est également déterminée par ce classement :
- Les 16 meilleures équipes sont qualifiées.
- Si moins de huit équipes sont qualifiées dans une association, la ou les dernières équipes de l'autre association y sont incorporées.
- Dans chaque association, les deux premières équipes sont les vainqueurs de division ; les six autres équipes sont ensuite classée selon leur nombre de points.

Au premier et au deuxième tour, les équipes s'affrontent dans leur association en fonction de leur classement.
- Au premier tour, la meilleure équipe rencontre la moins bien classées, la deuxième joue contre l'avant-dernière, la troisième contre la sixième et la quatrième contre la cinquième.
- Au deuxième tour, la meilleure affronte la moins bien classée, les deux suivantes se rencontrent.

Au troisième tour, les associations ne sont plus prises en compte et les quatre équipes se rencontrent en fonction du classement. La finale qui oppose les deux vainqueurs permet de se qualifier pour la Coupe Memorial 2022.
|  | Huitièmes de finale | Huitièmes de finale             | Huitièmes de finale | Huitièmes de finale             |    |                            | Quarts de finale | Quarts de finale | Quarts de finale | Quarts de finale |  |  | Demi-finales          | Demi-finales          | Demi-finales          | Demi-finales          |  |  | Finale          | Finale          | Finale          | Finale          |
|  |                     |                                 |                     |                                 |    |                            |                  |                  |                  |                  |  |  |                       |                       |                       |                       |  |  |                 |                 |                 |                 |
|  | du 5 au 9 mai       | du 5 au 9 mai                   | du 5 au 9 mai       | du 5 au 9 mai                   |    |                            | du 15 au 20 mai  | du 15 au 20 mai  | du 15 au 20 mai  | du 15 au 20 mai  |  |  | du 25 mai au 1er juin | du 25 mai au 1er juin | du 25 mai au 1er juin | du 25 mai au 1er juin |  |  | du 4 au 11 juin | du 4 au 11 juin | du 4 au 11 juin | du 4 au 11 juin |
|  | E1                  | Remparts de Québec              | 3                   | 3                               |    |                            | du 15 au 20 mai  | du 15 au 20 mai  | du 15 au 20 mai  | du 15 au 20 mai  |  |  | du 25 mai au 1er juin | du 25 mai au 1er juin | du 25 mai au 1er juin | du 25 mai au 1er juin |  |  | du 4 au 11 juin | du 4 au 11 juin | du 4 au 11 juin | du 4 au 11 juin |
|  | E1                  | Remparts de Québec              | 3                   | 3                               |    |                            | du 15 au 20 mai  | du 15 au 20 mai  | du 15 au 20 mai  | du 15 au 20 mai  |  |  | du 25 mai au 1er juin | du 25 mai au 1er juin | du 25 mai au 1er juin | du 25 mai au 1er juin |  |  | du 4 au 11 juin | du 4 au 11 juin | du 4 au 11 juin | du 4 au 11 juin |
|  | E8                  | Saguenéens de Chicoutimi        | 0                   | 0                               |    |                            | du 15 au 20 mai  | du 15 au 20 mai  | du 15 au 20 mai  | du 15 au 20 mai  |  |  | du 25 mai au 1er juin | du 25 mai au 1er juin | du 25 mai au 1er juin | du 25 mai au 1er juin |  |  | du 4 au 11 juin | du 4 au 11 juin | du 4 au 11 juin | du 4 au 11 juin |
|  | E8                  | Saguenéens de Chicoutimi        | 0                   | 0                               | E1 | Remparts de Québec         | 3                | 3                |                  |                  |  |  | du 25 mai au 1er juin | du 25 mai au 1er juin | du 25 mai au 1er juin | du 25 mai au 1er juin |  |  | du 4 au 11 juin | du 4 au 11 juin | du 4 au 11 juin | du 4 au 11 juin |
|  | du 5 au 9 mai       |                                 |                     |                                 | E1 | Remparts de Québec         | 3                | 3                |                  |                  |  |  | du 25 mai au 1er juin | du 25 mai au 1er juin | du 25 mai au 1er juin | du 25 mai au 1er juin |  |  | du 4 au 11 juin | du 4 au 11 juin | du 4 au 11 juin | du 4 au 11 juin |
|  |                     |                                 | E6                  | Océanic de Rimouski             | 1  | 1                          |                  |                  |                  |                  |  |  | du 25 mai au 1er juin | du 25 mai au 1er juin | du 25 mai au 1er juin | du 25 mai au 1er juin |  |  | du 4 au 11 juin | du 4 au 11 juin | du 4 au 11 juin | du 4 au 11 juin |
|  | E2                  | Islanders de Charlottetown      | E6                  | Océanic de Rimouski             | 1  | 1                          | 3                | 3                |                  |                  |  |  | du 25 mai au 1er juin | du 25 mai au 1er juin | du 25 mai au 1er juin | du 25 mai au 1er juin |  |  | du 4 au 11 juin | du 4 au 11 juin | du 4 au 11 juin | du 4 au 11 juin |
|  | E2                  | Islanders de Charlottetown      | du 15 au 19 mai     |                                 |    |                            | 3                | 3                |                  |                  |  |  | du 25 mai au 1er juin | du 25 mai au 1er juin | du 25 mai au 1er juin | du 25 mai au 1er juin |  |  | du 4 au 11 juin | du 4 au 11 juin | du 4 au 11 juin | du 4 au 11 juin |
|  | E7                  | Wildcats de Moncton             | 0                   | 0                               |    |                            |                  |                  |                  |                  |  |  | du 25 mai au 1er juin | du 25 mai au 1er juin | du 25 mai au 1er juin | du 25 mai au 1er juin |  |  | du 4 au 11 juin | du 4 au 11 juin | du 4 au 11 juin | du 4 au 11 juin |
|  | E7                  | Wildcats de Moncton             | 0                   | 0                               | 1  | Remparts de Québec         | 2                | 2                |                  |                  |  |  |                       |                       |                       |                       |  |  | du 4 au 11 juin | du 4 au 11 juin | du 4 au 11 juin | du 4 au 11 juin |
|  | du 5 au 12 mai      |                                 |                     |                                 | 1  | Remparts de Québec         | 2                | 2                |                  |                  |  |  |                       |                       |                       |                       |  |  | du 4 au 11 juin | du 4 au 11 juin | du 4 au 11 juin | du 4 au 11 juin |
|  |                     |                                 | 7                   | Cataractes de Shawinigan        | 3  | 3                          |                  |                  |                  |                  |  |  |                       |                       |                       |                       |  |  | du 4 au 11 juin | du 4 au 11 juin | du 4 au 11 juin | du 4 au 11 juin |
|  | E3                  | Sea Dogs de Saint-Jean          | 7                   | Cataractes de Shawinigan        | 3  | 3                          | 2                | 2                |                  |                  |  |  |                       |                       |                       |                       |  |  | du 4 au 11 juin | du 4 au 11 juin | du 4 au 11 juin | du 4 au 11 juin |
|  | E3                  | Sea Dogs de Saint-Jean          | du 25 au 20 mai     |                                 |    |                            | 2                | 2                |                  |                  |  |  |                       |                       |                       |                       |  |  | du 4 au 11 juin | du 4 au 11 juin | du 4 au 11 juin | du 4 au 11 juin |
|  | E6                  | Océanic de Rimouski             | 3                   | 3                               |    |                            |                  |                  |                  |                  |  |  |                       |                       |                       |                       |  |  | du 4 au 11 juin | du 4 au 11 juin | du 4 au 11 juin | du 4 au 11 juin |
|  | E6                  | Océanic de Rimouski             | 3                   | 3                               | E2 | Islanders de Charlottetown | 3                | 3                |                  |                  |  |  |                       |                       |                       |                       |  |  | du 4 au 11 juin | du 4 au 11 juin | du 4 au 11 juin | du 4 au 11 juin |
|  | du 5 au 13 mai      |                                 |                     |                                 | E2 | Islanders de Charlottetown | 3                | 3                |                  |                  |  |  |                       |                       |                       |                       |  |  | du 4 au 11 juin | du 4 au 11 juin | du 4 au 11 juin | du 4 au 11 juin |
|  |                     |                                 | E4                  | Titan d'Acadie-Bathurst         | 0  | 0                          |                  |                  |                  |                  |  |  |                       |                       |                       |                       |  |  | du 4 au 11 juin | du 4 au 11 juin | du 4 au 11 juin | du 4 au 11 juin |
|  | E4                  | Titan d'Acadie-Bathurst         | E4                  | Titan d'Acadie-Bathurst         | 0  | 0                          | 3                | 3                |                  |                  |  |  |                       |                       |                       |                       |  |  | du 4 au 11 juin | du 4 au 11 juin | du 4 au 11 juin | du 4 au 11 juin |
|  | E4                  | Titan d'Acadie-Bathurst         | du 15 au 19 mai     |                                 |    |                            | 3                | 3                |                  |                  |  |  |                       |                       |                       |                       |  |  | du 4 au 11 juin | du 4 au 11 juin | du 4 au 11 juin | du 4 au 11 juin |
|  | E5                  | Mooseheads d'Halifax            | 2                   | 2                               |    |                            |                  |                  |                  |                  |  |  |                       |                       |                       |                       |  |  | du 4 au 11 juin | du 4 au 11 juin | du 4 au 11 juin | du 4 au 11 juin |
|  | E5                  | Mooseheads d'Halifax            | 2                   | 2                               | 7  | Cataractes de Shawinigan   | 4                | 4                |                  |                  |  |  |                       |                       |                       |                       |  |  |                 |                 |                 |                 |
|  | du 5 au 10 mai      |                                 |                     |                                 | 7  | Cataractes de Shawinigan   | 4                | 4                |                  |                  |  |  |                       |                       |                       |                       |  |  |                 |                 |                 |                 |
|  |                     |                                 | 2                   | Islanders de Charlottetown      | 1  | 1                          |                  |                  |                  |                  |  |  |                       |                       |                       |                       |  |  |                 |                 |                 |                 |
|  | O1                  | Phœnix de Sherbrooke            | 2                   | Islanders de Charlottetown      | 1  | 1                          | 3                | 3                |                  |                  |  |  |                       |                       |                       |                       |  |  |                 |                 |                 |                 |
|  | O1                  | Phœnix de Sherbrooke            |                     |                                 |    |                            |                  | 3                |                  |                  |  |  |                       |                       |                       |                       |  |  |                 |                 |                 |                 |
|  | E9                  | Drakkar de Baie-Comeau          | 1                   | 1                               |    |                            |                  |                  |                  |                  |  |  |                       |                       |                       |                       |  |  |                 |                 |                 |                 |
|  | E9                  | Drakkar de Baie-Comeau          | 1                   | 1                               | O1 | Phœnix de Sherbrooke       | 3                | 3                |                  |                  |  |  |                       |                       |                       |                       |  |  |                 |                 |                 |                 |
|  | du 5 au 10 mai      |                                 |                     |                                 | O1 | Phœnix de Sherbrooke       | 3                | 3                |                  |                  |  |  |                       |                       |                       |                       |  |  |                 |                 |                 |                 |
|  |                     |                                 | O5                  | Armada de Blainville-Boisbriand | 0  | 0                          |                  |                  |                  |                  |  |  |                       |                       |                       |                       |  |  |                 |                 |                 |                 |
|  | O2                  | Olympiques de Gatineau          | O5                  | Armada de Blainville-Boisbriand | 0  | 0                          | 3                | 3                |                  |                  |  |  |                       |                       |                       |                       |  |  |                 |                 |                 |                 |
|  | O2                  | Olympiques de Gatineau          | du 15 au 19 mai     |                                 |    |                            | 3                | 3                |                  |                  |  |  |                       |                       |                       |                       |  |  |                 |                 |                 |                 |
|  | O7                  | Foreurs de Val-d'Or             | 1                   | 1                               |    |                            |                  |                  |                  |                  |  |  |                       |                       |                       |                       |  |  |                 |                 |                 |                 |
|  | O7                  | Foreurs de Val-d'Or             | 1                   | 1                               | 2  | Islanders de Charlottetown | 3                | 3                |                  |                  |  |  |                       |                       |                       |                       |  |  |                 |                 |                 |                 |
|  | du 5 au 9 mai       |                                 |                     |                                 | 2  | Islanders de Charlottetown | 3                | 3                |                  |                  |  |  |                       |                       |                       |                       |  |  |                 |                 |                 |                 |
|  |                     |                                 | 3                   | Phœnix de Sherbrooke            | 1  | 1                          |                  |                  |                  |                  |  |  |                       |                       |                       |                       |  |  |                 |                 |                 |                 |
|  | O3                  | Cataractes de Shawinigan        | 3                   | Phœnix de Sherbrooke            | 1  | 1                          | 3                | 3                |                  |                  |  |  |                       |                       |                       |                       |  |  |                 |                 |                 |                 |
|  | O3                  | Cataractes de Shawinigan        |                     |                                 |    |                            |                  | 3                |                  |                  |  |  |                       |                       |                       |                       |  |  |                 |                 |                 |                 |
|  | O6                  | Huskies de Rouyn-Noranda        | 0                   | 0                               |    |                            |                  |                  |                  |                  |  |  |                       |                       |                       |                       |  |  |                 |                 |                 |                 |
|  | O6                  | Huskies de Rouyn-Noranda        | 0                   | 0                               | O2 | Olympiques de Gatineau     | 0                | 0                |                  |                  |  |  |                       |                       |                       |                       |  |  |                 |                 |                 |                 |
|  | du 5 au 10 mai      |                                 |                     |                                 | O2 | Olympiques de Gatineau     | 0                | 0                |                  |                  |  |  |                       |                       |                       |                       |  |  |                 |                 |                 |                 |
|  |                     |                                 | O3                  | Cataractes de Shawinigan        | 3  | 3                          |                  |                  |                  |                  |  |  |                       |                       |                       |                       |  |  |                 |                 |                 |                 |
|  | O4                  | Voltigeurs de Drummondville     | O3                  | Cataractes de Shawinigan        | 3  | 3                          | 1                | 1                |                  |                  |  |  |                       |                       |                       |                       |  |  |                 |                 |                 |                 |
|  | O4                  | Voltigeurs de Drummondville     |                     |                                 |    |                            |                  | 1                |                  |                  |  |  |                       |                       |                       |                       |  |  |                 |                 |                 |                 |
|  | O5                  | Armada de Blainville-Boisbriand | 3                   | 3                               |    |                            |                  |                  |                  |                  |  |  |                       |                       |                       |                       |  |  |                 |                 |                 |                 |
|  | O5                  | Armada de Blainville-Boisbriand | 3                   | 3                               |    |                            |                  |                  |                  |                  |  |  |                       |                       |                       |                       |  |  |                 |                 |                 |                 |
|  |                     |                                 |                     |                                 |    |                            |                  |                  |                  |                  |  |  |                       |                       |                       |                       |  |  |                 |                 |                 |                 |

## Équipes d'étoiles
La ligue sélectionne trois équipes d'étoiles dont une pour les recrues.

### Première équipe
- Gardien de but : Samuel Richard, Huskies de Rouyn-Noranda
- Défenseur : Lukas Cormier, Islanders de Charlottetown
- Défenseur : Miguël Tourigny, Titan d'Acadie-Bathurst
- Attaquant : William Dufour, Sea Dogs de Saint-Jean
- Attaquant : Patrick Guay, Islanders de Charlottetown
- Attaquant : Joshua Roy, Phœnix de Sherbrooke

### Deuxième équipe
- Gardien de but : Jan Bednář, Titan d'Acadie-Bathurst
- Défenseur : Vincent Sévigny, Sea Dogs de Saint-Jean
- Défenseur : William Villeneuve, Sea Dogs de Saint-Jean
- Attaquant : Zachary Bolduc, Remparts de Québec
- Attaquant : Jordan Dumais, Mooseheads d'Halifax
- Attaquant : Xavier Parent, Phœnix de Sherbrooke

### Équipes des recrues
- Gardien de but : Nathan Darveau, Tigres de Victoriaville
- Défenseur : David Špaček, Phoenix de Sherbrooke
- Défenseur : Niks Feņenko, Drakkar de Baie-Comeau
- Attaquant : Jakub Brabenec, Islanders de Charlottetown
- Attaquant : Mathieu Cataford, Mooseheads d'Halifax
- Attaquant : Maksim Barbachiov, Wildcats de Moncton

## Trophées
Quatre récompenses collectives et dix-huit individuelles sont décernées.

### Récompenses collectives
- Coupe du président (champions des séries éliminatoires) : Cataractes de Shawinigan[8]
- Trophée Jean-Rougeau (champions de la saison régulière) : Remparts de Québec[9]
- Trophée Robert-Lebel (meilleure moyenne de buts encaissés) : Remparts de Québec[9]
- Trophée Luc-Robitaille (meilleure moyenne de buts marqués) : Sea Dogs de Saint-Jean[9]

### Récompenses individuelles
- Trophée Jean-Béliveau (meilleur pointeur : Joshua Roy, Phœnix de Sherbrooke[9]
- Trophée Jacques-Plante (meilleure moyenne de buts encaissés) : Charles-Antoine Lavallée, Cataractes de Shawinigan[9]
- Trophée Michel-Bergeron (recrue offensive de l'année) : Jakub Brabenec, Islanders de Charlottetown[10]
- Trophée Frank-J.-Selke (joueur le plus gentilhomme) : Jordan Dumais, Mooseheads d'Halifax[11]
- Trophée Michel-Brière (meilleur joueur) : William Dufour, Sea Dogs de Saint-Jean[12]
- Trophée Émile-Bouchard (défenseur de l'année) : Lukas Cormier, Islanders de Charlottetown[13]
- Trophée Guy-Lafleur (meilleur joueur des séries éliminatoires) : Mavrik Bourque, Cataractes de Shawinigan[8]
- Trophée Michael-Bossy (meilleur espoir) : Nathan Gaucher, Remparts de Québec[14]
- Trophée Raymond-Lagacé (recrue défensive de l'année) : David Špaček, Phœnix de Sherbrooke[15]
- Trophée Marcel-Robert (meilleur étudiant) : Charle Truchon, Remparts de Québec[16]
- Trophée Paul-Dumont (personnalité de l'année) : Joshua Roy, Phœnix de Sherbrooke[15]
- Recrue de l'année (meilleure recrue) : Jakub Brabenec, Islanders de Charlottetown[17]
- Trophée Ron-Lapointe (meilleur entraîneur) : Jim Hulton, Islanders de Charlottetown[18]
- Plaque Kia (plus grande implication dans la communauté) : Brett Budgell, Islanders de Charlottetown[19]
- Trophée Kevin-Lowe (meilleur défenseur défensif) : Noah Laaouan, Islanders de Charlottetown[20]
- Trophée Guy-Carbonneau (meilleur attaquant défensif) : Jacob Gaucher, Drakkar de Baie-Comeau[21]
- Trophée Maurice-Filion (directeur général de l'année) : Patrick Roy, Remparts de Québec[22]
- Trophée Denis-Arsenault (conseiller pédagogique de l'année) : Julie Bélanger, Océanic de Rimouski[23]